# Fresno de la Polvorosa
Fresno de la Polvorosa è un comune spagnolo di 208 abitanti situato nella comunità autonoma di Castiglia e León.